# Deep Six
«Deep Six» — вторая песня девятого альбома американской группы «Marilyn Manson» под названием The Pale Emperor. Первоначально было предположено, что сингл будет доступен для скачивания 16 декабря (15 в Великобритании), но был досрочно выпущен 14 декабря. На песню также был снят клип (в создании участвовал Барт Хесс), который был выпущен 19 декабря.

## Обложка
Обложка была создана Николасом Аланом Коупом (Nicholas Alan Cope), который занимался оформлением альбома The Pale Emperor и синглов в поддержку этого альбома (кроме «The Mephistopheles of Los Angeles»). На черно-белой квадратной фотографии запечатлён Мэрилин Мэнсон в чёрном плаще, в который он прячет правую руку, а левой прикрывает его край, на его лицо "надета" 3D-маска для лица. Также эта фотография (в полном размере, на котором видно продолжение плаща) была использована в официальном мерче для The Hell not Hallelujah тура.
1. "Deep Six (Radio Edit)"
2. "Deep Six"

## Список композиций
| №  | Название   | Длительность |
| -- | ---------- | ------------ |
| 1. | «Deep Six» | 5:02         |

| №  | Название                         | Длительность |
| -- | -------------------------------- | ------------ |
| 1. | «Third Day of a Seven Day Binge» | 4:26         |
| 2. | «Deep Six»                       | 5:02         |

## Чарты
| Чарты (2015)                                                    | Высшая позиция |
| --------------------------------------------------------------- | -------------- |
| Canada Active Rock (America's Music Charts)                     | 32             |
| Germany Alternative Single Charts (Deutsche Alternative Charts) | 1              |
| US Active Rock (America's Music Charts)                         | 7              |
| US Rock Airplay (America's Music Charts)                        | 17             |
| US Hot Single Sales (Billboard)                                 | 3              |
| US Hot Rock Songs (Billboard)                                   | 27             |
| US Mainstream Rock (Billboard)                                  | 9              |
| US Rock Digital Songs (Billboard)                               | 31             |

## Участники записи
- Мэрилин Мэнсон (Marilyn Manson) — вокал, текст, гитара, клавишные, создание музыкальных композиций, продюсирование
- Твигги Рамирес (Twiggy Ramirez) — гитара, бас-гитара, клавишные, бэк-вокал, создание музыкальных композиций
- Тайлер Бейтс — гитара, клавишные, продюсирование
- Гил Шэрон (Gil Sharone) — ударные
- Шутер Дженнингс (Shooter Jennings) — гитара